# Естрадна музика
Естрадна музика в Народна република България, както и в целия Източен блок, се е наричала популярната развлекателна музика (попмузика), създадена в периода между 50-те и 90-те г. на 20 век. Името ѝ произлиза от „естрада“ – вид издигната платформа за представления, подиум. Често самата музика или събирателно певците в този жанр съкратено биват наричани „естрадни“ (напр. „българската естрада“). През 1950-те и 1960-те години в България масово навлиза в употреба и понятието „забавна и танцова музика“, което е по-точното за жанра, но днес е възприето световното ѝ наименование – попмузика. Някои рок групи също са причислявани към българската естрада.

## Етимология и употреба
В средата 60-те години на 20 век, когато западната попмузика навлиза в България и дава отражение като жанр, за да бъде разграничена от класическата музика, тя е наричана забавна и танцова, развлекателна музика или най-често естрадна музика. Първите естрадни (поп) изпълнители като Леа Иванова, Георги Кордов, Мими Николова, Маргрет Николова, Ирина Чмихова, Кирил Семов, Росица Николова, Паша Христова, Емил Димитров, Лили Иванова, Йорданка Христова и др. изнасят концерти под формата на развлекателни програми, като редуват изпълнения на песни с малка инструментална група или голям оркестър и изпълнения на скечове от театрални актьори. Обичайно това става на открити сцени или подиуми в паркове, летни театри, летни кина, а впоследствие и на стадиони. Тези открити сцени се наричат естради или естрадни сцени, а изпълняваната на тези сцени музика – (разговорно) естрадна музика. С течение на годините тази употреба се налага като название на този жанр музика в България, вместо по-правилното попмузика.

## Влияния в развитието
Ранните естрадни изпълнители са били повлияни предимно от италианската музика, която оказва огромно влияние върху формирането на българската и световна попмузика през 50-те, 60-те, 70-те и 80-те години. Много от певците в началото на 60-те години на 20 век са включвали в репертоара си италиански, по-рядко френски и испански песни, и още по-рядко англоезични, но с алтернативен български текст и аранжимент от български аранжор. Спорен е въпросът дали песните по това време имат влияние от СССР, тъй като българската естрадна музика е била високо ценена там поради нейните музикални качества. Също така тя е оказвала силно влияние предимно в СССР поради високата си мелодичност и чувственост. В края на 70-те чуждите влияния отпадат и взема превес чисто българското звучене. След падането на комунистическия режим през 1989 г. и отпадането на всякакви ограничения от радиостанциите за излъчване на западна попмузика рязко се променя музикалната култура в България. Много хора определят естрадната музика като остаряла и неактуална, а други я свързват с комунизма, макар естрадната музика през 60 – 90 години да няма политически оттенък. Резкият спад на интереса на публиката към естрадната музика кара много от актуалните по това време изпълнители да прекратят дейност, а други решават да положат усилия за осъвременяването ѝ.

## Естрадната музика днес
След рязкото навлизане на западната попмузика много от изпълнителите решават да осъвременят и модернизират нейното съдържание и звучене, като решават да смесват естрадната музика с други стилове или да я направят близка по звучене със западната попмузика. Въпреки всичко остават български изпълнители като Георги Христов, Лили Иванова, Веселин Маринов и др., които продължават да пеят естрадна музика, използвайки чисто българско звучене и са против модернизирането ѝ в какъвто и да е аспект.